# Heliophanus horrifer
Heliophanus horrifer là một loài nhện trong họ Salticidae.
Loài này thuộc chi Heliophanus. Heliophanus horrifer được Wanda Wesołowska miêu tả năm 1986.